# Ferkelnuss
Die Ferkelnuss (Carya glabra) ist ein großer Laubbaum aus der Gattung Hickory. Das Verbreitungsgebiet reicht vom Osten Kanadas über den Osten der USA bis nach Florida.

## Beschreibung

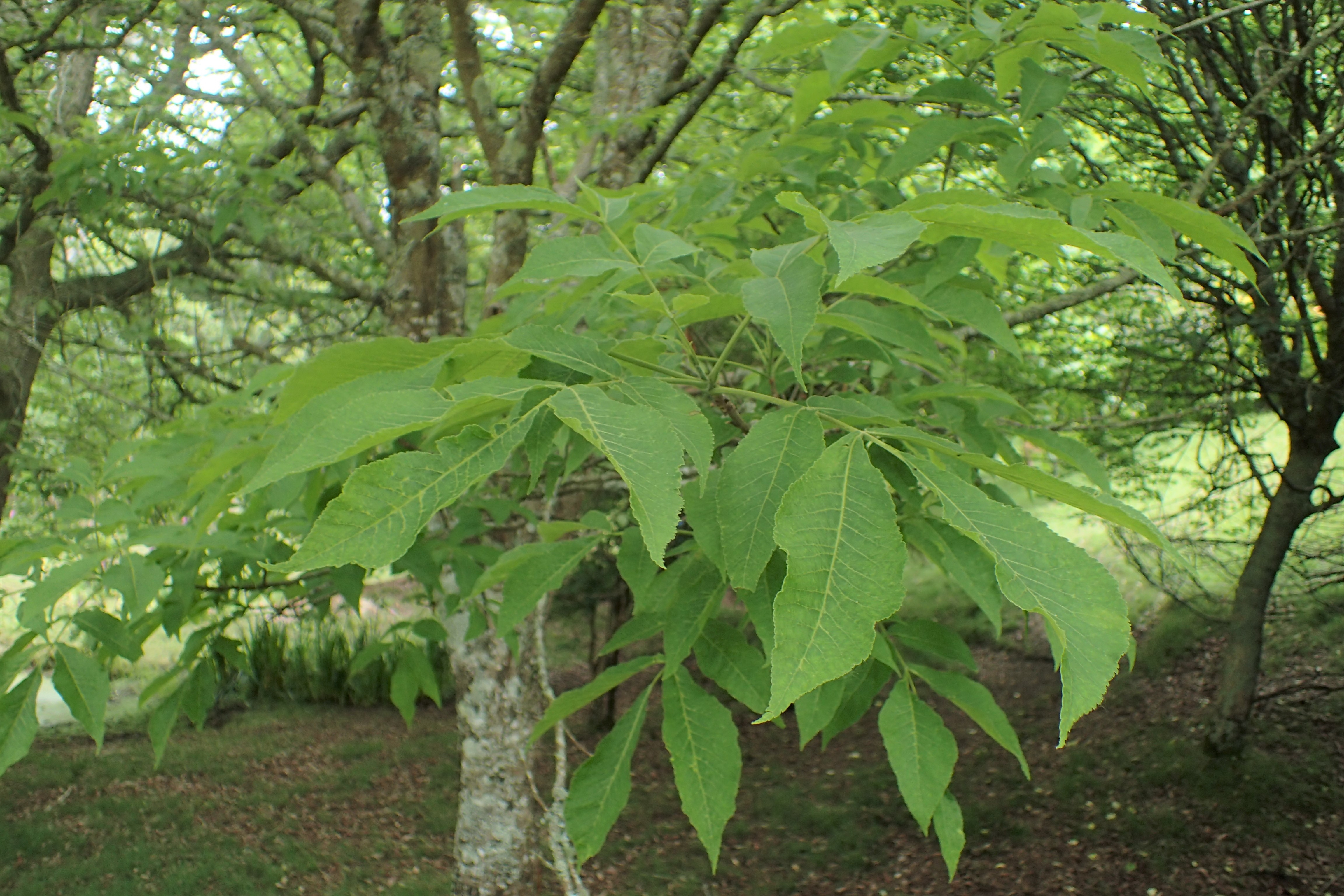
Blätter

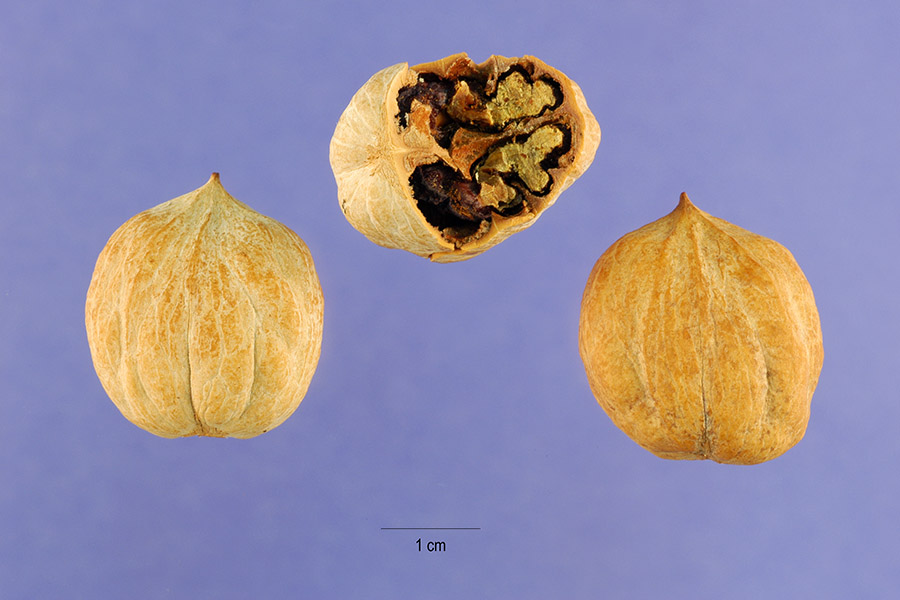
Nüsse

Die Ferkelnuss ist ein laubabwerfender, 20 bis 30 Meter, selten bis über 40 Meter hoher Baum mit braun-grauer bis gräulicher, rissiger bis furchiger, nicht abblätternder Borke. Der Stammdurchmesser erreicht über 1 Meter. Junge Zweige sind rötlich braun, dünn, kahl oder rasch verkahlend. Die Endknospen sind eiförmig, 5 bis 15 Millimeter lang, rötlich bis gelblich braun. Die seitlichen, achselständigen Knospen werden durch Vorblätter geschützt.
Die wechselständigen und unpaarig gefiederten Laubblätter werden 20 bis 60 Zentimeter lang und haben einen 3 bis 14 Zentimeter langen Stiel. Die Blattspreite ist aus fünf bis sieben, selten nur aus drei oder bis zu neun Fiederblättchen zusammengesetzt. Die Blättchen werden 4 bis 21 Zentimeter lang und 2 bis 10 Zentimeter breit. Sie sind eiförmig, verkehrt eiförmig oder elliptisch, zugespitzt und gesägt. Die seitlichen Blättchen haben kurze bis 2 Millimeter lange Stiele, das Endblättchen steht auf einen 2 bis 18 Millimeter langen Stiel. Die Blättchenoberseite ist glänzend gelblich grün und kahl, die Unterseite ist anfangs an den Hauptnerven schwach behaart. Die Herbstfärbung der Blätter ist leuchtend gelb, später orange.
Die männlichen Kätzchen werden bis zu 13 Zentimeter lang.
Als Früchte werden kugelige bis birnenförmige, etwa 2,5 Zentimeter große Nüsse gebildet, die von einer 2 bis 5 Millimeter dicken Fruchthülle umgeben sind. Die gelblich bis rötlich braune Fruchthülle springt bei Reife teilweise oder bis zur Basis auf. Die Nüsse sind gelblich braun und dickschalig. Die Samen schmecken süß oder bitter.

## Verbreitung und Standort
Das natürliche Verbreitungsgebiet liegt im Osten von Nordamerika und erstreckt sich von Ontario im Osten Kanadas über den Nordosten der USA bis in den Südosten der USA nach Florida und Texas. Sie ist die häufigste Hickory-Art in den südlichen Appalachen und den Cumberland Mountains, am besten gedeiht sie im unteren Ohio-Becken. Die Ferkelnuss wächst in artenreichen Wäldern in Höhen bis 1460 Metern auf mäßig trockenen bis frischen, schwach sauren bis alkalischen nährstoffreichen Böden an sonnigen Standorten. Die Art ist frosthart.

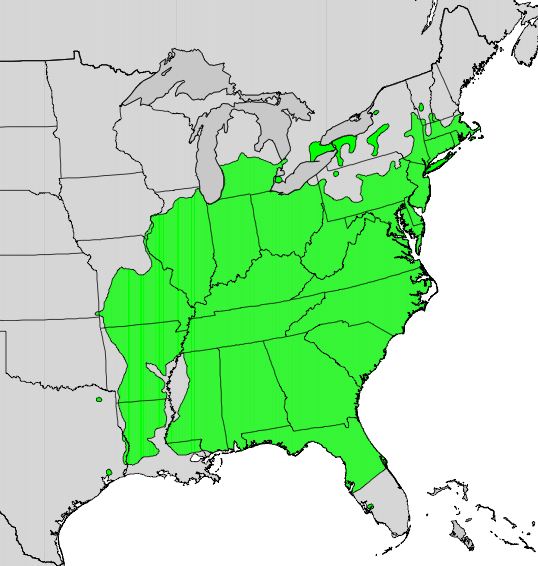
Verbreitungsgebiet der Ferkelnuss

## Systematik
Die Ferkelnuss (Carya glabra) ist eine Art aus der Gattung der Hickorynüsse (Carya) in der Familie der Walnussgewächse (Juglandaceae). Sie wird der Sektion Carya zugeordnet. Die Erstbeschreibung erfolgte 1726 durch Philip Miller als Juglans glabra (Basionym). Die Art wurde 1826 durch Karl Heinrich Koch der Gattung Carya zugeordnet.
Carya glabra bildet mit Carya cordiformis die Hybride Carya × demareei Palmer.
Es werden drei Varietäten unterschieden:
- Carya glabra var. glabra
- Carya glabra var. megacarpa (Sarg.) Sarg. (Synonym: Carya megacarpa Sarg.)[7], mit glatter Borke und großen birnenförmigen Früchten, die vor allem entlang der Golfküste zu finden ist.[4]
- Carya glabra var. odorata odorata (Marshall) Little (Synonym Carya ovalis (Wangenh.) Sarg.)[8], mit abblätternder Borke, rötlichen Blattstielen und kleinen, zusammengedrückt elliptischen Früchten, deren Fruchthülle bis zur Basis aufspringt. Die Varietät kommt meist in höher gelegenen Gebieten vor.[4]

## Verwendung
Die Ferkelnuss ist neben Carya ovata die forstwirtschaftlich wichtigste amerikanische Hickory-Art. Sie wird auch aufgrund der schönen Herbstfärbung als Ziergehölz verwendet.